# Bill Stewart
William Harris "Bill" Stewart (18 oktober 1966 i Des Moines Iowa USA) er en amerikansk jazztrommeslager.
Stewart som spiller i en stil inspireret af Jack DeJohnette , har spillet med bl.a. Michael Brecker , Pat Metheney , Steve Swallow , John Scofield , James Brown og Lee Konitz.
Han har også indspillet plader i eget navn.

## Udvalgt Diskografi
- Think Before You Think
- Telepathy
- Keynote Speakers
- Incandescence